# HD 210277 b
HD 210277 b는 물병자리 방향으로 지구로부터 69.44 광년 떨어진 곳에 있는 외계 행성이다. 캘리포니아 카네기 행성 탐사팀이 1998년 12월 9일 발견 사실을 공식적으로 발표했다. 발견 방법은 행성이 항성 주위를 돌면서 흔드는 것을 이용한, 도플러 효과법이다. 이 행성의 질량은 적어도 목성의 124퍼센트이다. 항성으로부터의 거리는 지구~태양 사이 거리보다 약간 더 먼 정도이다. 그러나 궤도 자체는 크게 찌그러져 있어서, 항성에 가까울 때는 태양~금성 거리보다 더 가까워지고, 멀어질 때는 화성 궤도 바깥까지 떨어진다.
2000년 일부 과학자들은 히파르코스 위성의 자료에 기반하여 이 행성의 궤도경사각이 약 175.8도라고 주장했다. 이 자료에 따르면 행성의 질량은 목성의 18배가 되는데, 이는 행성이 아니라 갈색 왜성 수준이다. 그러나 이후 검증을 통해 히파르코스의 측정값은 궤도경사각이 가질 수 있는 상한선이며, 실제 각도로 판명된 것은 아님이 밝혀졌다. 만약 b가 별주위 원반과 같은 평면에서 항성을 공전한다면 경사각은 40도에 질량은 목성의 2.2배가 될 것이다.